# Крысяк, Артур
Артур Лукаш Крысяк (пол. Artur Krysiak; родился 11 августа 1989, Лодзь, Польша) — польский футболист, вратарь.

## Клубная карьера
Родился в городе Лодзь, Лодзинское воеводство. Обучался в академии СМС (Лодзь) с 2004 по 31 августа 2006 года, когда присоединился к клубу английского Чемпионшипа «Бирмингем Сити», подписав трёхлетний контракт за вознаграждение в размере £ 60 000. Директор академии Терри Уэстли назвал его «сильным игроком, который действительно выделяется в стремлении к своей цели», и считает, что Крысяк может достичь вершины, поскольку «у него есть менталитет и качество для «премьер-лиги»».
1 июля 2010 подписал контракт с клубом Лиги 1 «Эксетер Сити», за который выступал до 2014 года, в том числе и в Лиге 2. В 2014—2018 годах играл за английский клуб «Йовил Таун».